# 金田和之
金田 和之（かねだ かずゆき、1990年9月18日 - ）は、鹿児島県曽於郡財部町（現・曽於市）出身の元プロ野球選手（投手）。右投右打。

## 経歴

### プロ入り前
中﨑雄太・翔太兄弟の生家に近い実家で出生した後に、財部小学校3年時から、財部サンデーズで野球を始める。財部中学校時代には軟式野球部に所属した。卒業後に進学した宮崎県立都城商業高等学校では、2年の冬から肘を怪我しており、春夏とも阪神甲子園球場の全国大会に出場できなかった。インタビューで「高3の夏」について訊かれたときには「僕の世代の宮崎はすごかったんです。元ヤクルトの赤川（赤川克紀）、元西武の中崎（中﨑雄太）、元ソフトバンクの有馬（有馬翔）と3人も高卒でプロ入りして、2人はドラフト1位。僕は夏が終わってしばらく投げていなかったら、肘が良くなってきた。」と答えている。
大阪学院大学経済学部へ進学し、同校の硬式野球部へ所属。同部が加盟する関西六大学野球のリーグ戦では、2年時の春季に初登板を果たすと、3年時の春季から4年時の春季まで3期連続で5勝を記録。3年時の春季には、最優秀投手賞を受賞。3年時の秋季と4年時の春季には、ベストナインに選ばれた。4年時には、春季から秋季にわたって6試合連続完封を記録した。4年次の秋季リーグ中に肩を痛めたため、終盤の優勝決定戦などには登板できなかったが、在学中にはリーグ戦通算で32試合に登板。18勝6敗、防御率1.48という成績を残した。
2012年10月25日に行われたドラフト会議で、阪神タイガースから5位指名を受け、契約金4000万円、年俸720万円（金額は推定）という条件で入団した。背番号は48。この年の3月には、同球団二軍との練習試合に登板。5回を投げて1失点（自責点0）という結果を残していた。

### 阪神時代

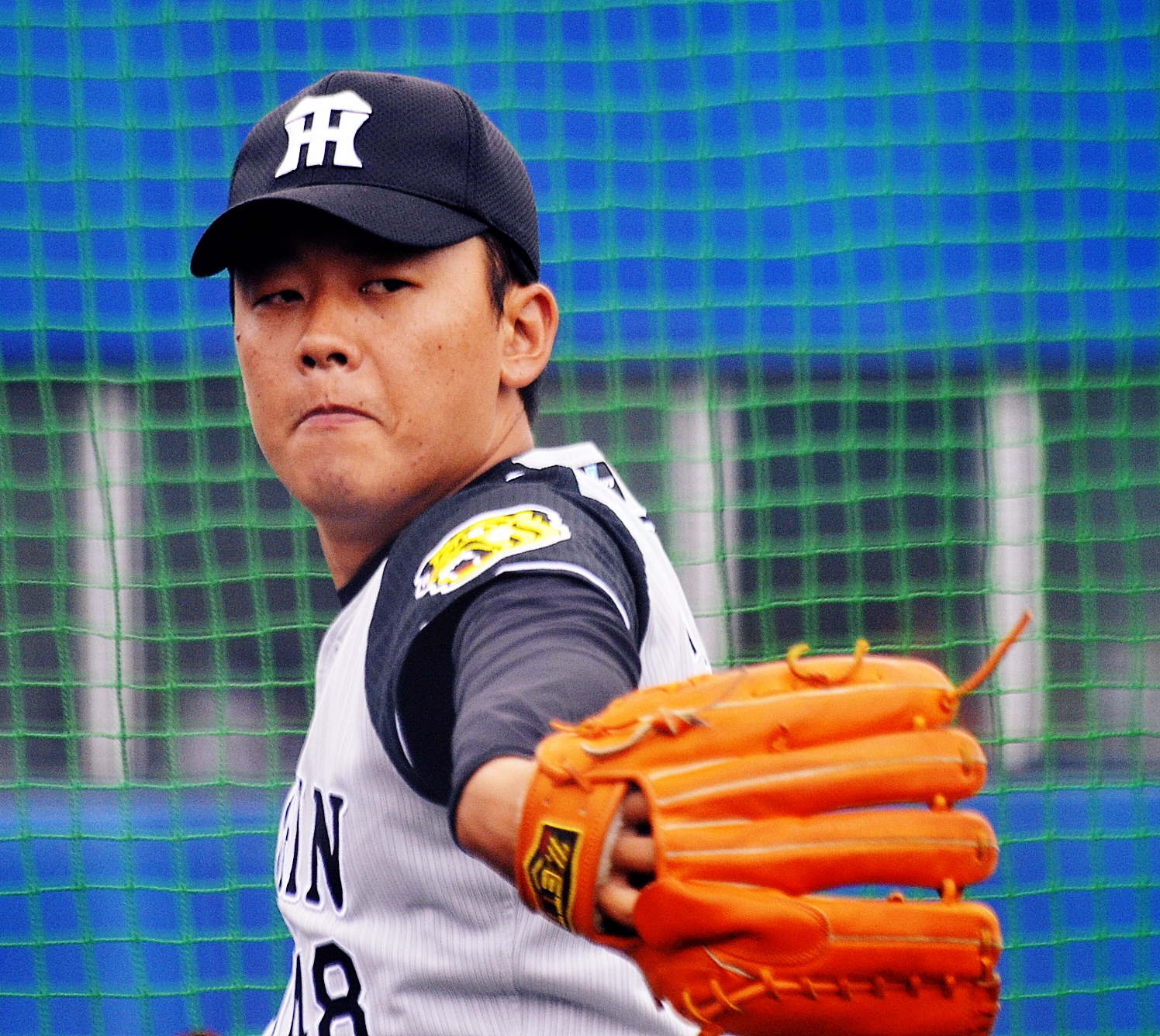
阪神時代（2016年）

2013年は、前年に痛めた右肩のリハビリと並行させながら、春季キャンプ前の新人合同自主トレーニングからスローペースで調整。その影響で、公式戦の開幕を二軍で迎えた。7月19日のフレッシュオールスターゲーム（秋田こまちスタジアム）では、ウエスタン・リーグ選抜の3番手投手として4回表に登板。1イニングを三者凡退に抑えた。8月15日に入団後初の出場選手登録を果たしたが、一軍公式戦への登板機会がないまま、2日後の17日に登録を抹消。白仁田寛和が先発する予定だった9月3日の対福岡ソフトバンクホークス戦（阪神甲子園球場）では、一軍へ合流した白仁田に代わって、急遽先発を任された。一軍の対横浜DeNAベイスターズ戦（横浜スタジアム）に先発予定だったジェイソン・スタンリッジの故障で、白仁田を急遽同カードの先発に起用したことによる措置だったが、試合自体は2回裏に降雨ノーゲームで終了した。ウエスタン・リーグ公式戦には17試合に登板、1勝4敗、防御率3.68という成績を残した。
2014年は、入団後初めての開幕一軍入りを果たすと、3月28日に読売ジャイアンツ（巨人）との開幕戦（東京ドーム）7回表に一軍デビュー。6月17日の対北海道日本ハムファイターズ戦（甲子園）では、12回表に6番手で登板し打者1人を抑えると、その裏にマット・マートンのサヨナラ安打でチームが勝利したため、一軍での初勝利を挙げた。7月22日の対巨人戦（甲子園）でも、同点で迎えた延長12回表一死一塁の場面で登板。1球で井端弘和を併殺打に仕留め、その裏に阪神がサヨナラ勝利を収めたことから、NPB一軍公式戦史上36人目の1球勝利を記録した。一軍公式戦で初めて先発のマウンドを任された8月21日の対中日ドラゴンズ戦（京セラドーム大阪）では、5回を投げて4被安打2失点という内容ながら、シーズンの4勝目を記録。試合後には、ヒーローインタビューを初めて受けた。一軍公式戦全体では、中継ぎを中心に40試合へ登板。5勝1敗、防御率3.61という成績を残した。
2015年は、前年の活躍を背景に、一軍の先発要員として期待された。レギュラーシーズンの序盤には、一軍公式戦8試合に登板。しかし、防御率が5.19に達するほど振るわず、5月4日に出場選手登録を抹消された。結局、一軍公式戦全体でも、10試合の登板にとどまった。
2016年は、開幕直後の3月31日にシーズン初の出場選手登録。4月9日の対広島東洋カープ戦（甲子園）で一軍公式戦3試合目の登板を果たしたが、対戦した打者3人にいずれも四球を出したあげく、一死も取れないまま降板を命じられた。この年に一軍監督へ就任したばかりの金本知憲は、金田の降板後に、「淡々と投げてベンチでも淡々と座っているので、どういう気持ちで何を考えているのかさっぱり分からない。伝わってくるものが何もない」と評した。翌10日に登録を抹消されると、8月下旬まで二軍での調整を余儀なくされた。その一方で、9月30日の対巨人戦（甲子園）では、1点ビハインドの9回表に5番手で登板。鳥谷敬の失策から招いた一死二塁のピンチを無失点で凌ぐと、その裏に味方打線の4連打でチームがサヨナラ勝利を収めたため、一軍公式戦としてはこの年唯一の勝利を挙げた。しかし、一軍公式戦での登板は6試合にとどまった。

### オリックス時代

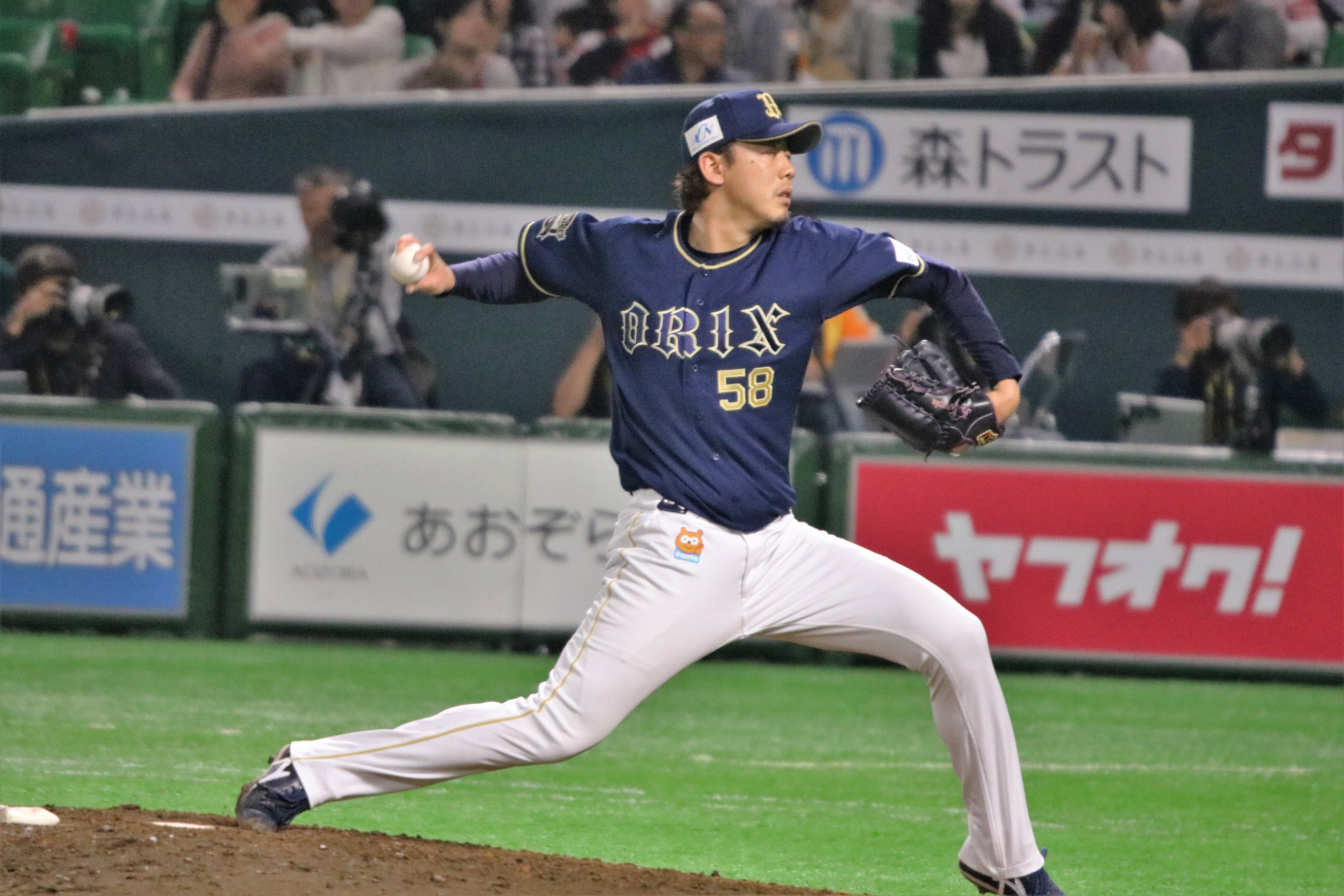
投球フォーム（2018年3月31日 福岡ヤフオクドーム）

2016年12月16日、糸井嘉男が国内FA権の行使によってオリックス・バファローズから阪神へ移籍したことに伴う、NPBの規約で阪神からオリックスへの人的補償として、オリックスへ移籍することが発表された。背番号は58。
2017年は、西勇輝が先発した8月22日の対北海道日本ハムファイターズ戦（ほっともっとフィールド神戸）で、1回表一死に松本剛の放ったライナーが西の左手首を直撃したことを受けて、2回表から急遽登板。そのまま3イニングを投げた末に、パシフィック・リーグ公式戦初勝利を挙げた。同年は一軍公式戦34試合に登板。防御率は4.15ながら、4勝1敗2ホールドを記録した。
2018年は、一軍公式戦10試合に登板。しかし、阪神時代の2013年以来5年ぶりに未勝利に終わり、防御率も7.30と振るわなかった。
2019年・2020年シーズンは共に6試合の登板に留まった。
2021年は9試合の登板で防御率4.35という成績で、11月3日に球団から戦力外通告を受けた。

### オリックス退団後
2021年12月8日にメットライフドームで行われた12球団合同トライアウトに参加し、打者3人に対し1奪三振を記録し、球速は最速147km/hを記録した。12月28日に社会人野球の三菱重工West硬式野球部への加入が発表された。
2023年11月26日、同年シーズンをもって現役引退することが報道された。引退後は地元・鹿児島に戻る予定。

## 選手としての特徴・人物
打者の手許で微妙に変化する最速153km/hのストレートと、岩隈久志に似た投球フォームが持ち味。金田自身も、岩隈の投球フォームを参考にしていることを認めている。ただし、オリックス移籍後の2018年からは、従来の投球フォームから右腕を下げることを試みている。変化球はスライダー、フォーク、カットボール、カーブを投げる。
愛称は「かねやん」。

## 詳細情報

### 年度別投手成績
| 年 度     | 球 団      | 登 板 | 先 発 | 完 投 | 完 封 | 無 四 球 | 勝 利 | 敗 戦 | セ 丨 ブ | ホ 丨 ル ド | 勝 率 | 打 者 | 投 球 回 | 被 安 打 | 被 本 塁 打 | 与 四 球 | 敬 遠 | 与 死 球 | 奪 三 振 | 暴 投 | ボ 丨 ク | 失 点 | 自 責 点 | 防 御 率 | W H I P |
| --------- | ---------- | ----- | ----- | ----- | ----- | -------- | ----- | ----- | -------- | ----------- | ----- | ----- | -------- | -------- | ----------- | -------- | ----- | -------- | -------- | ----- | -------- | ----- | -------- | -------- | ------- |
| 2014      | 阪神       | 40    | 2     | 0     | 0     | 0        | 5     | 1     | 0        | 0           | .833  | 264   | 62.1     | 65       | 6           | 20       | 1     | 0        | 41       | 6     | 0        | 27    | 25       | 3.61     | 1.36    |
| 2015      | 阪神       | 10    | 0     | 0     | 0     | 0        | 1     | 0     | 0        | 0           | 1.000 | 53    | 9.2      | 19       | 1           | 6        | 0     | 0        | 8        | 0     | 0        | 11    | 8        | 7.45     | 2.59    |
| 2016      | 阪神       | 6     | 0     | 0     | 0     | 0        | 1     | 0     | 0        | 0           | 1.000 | 29    | 6.0      | 6        | 0           | 4        | 0     | 0        | 1        | 1     | 0        | 4     | 4        | 6.00     | 1.67    |
| 2017      | オリックス | 34    | 0     | 0     | 0     | 0        | 4     | 1     | 0        | 2           | .800  | 170   | 39.0     | 42       | 3           | 10       | 0     | 1        | 34       | 1     | 0        | 19    | 18       | 4.15     | 1.33    |
| 2018      | オリックス | 10    | 0     | 0     | 0     | 0        | 0     | 0     | 0        | 0           | ----  | 65    | 12.1     | 20       | 2           | 8        | 0     | 1        | 14       | 2     | 0        | 10    | 10       | 7.30     | 2.27    |
| 2019      | オリックス | 6     | 0     | 0     | 0     | 0        | 1     | 0     | 0        | 0           | 1.000 | 36    | 7.1      | 12       | 0           | 3        | 0     | 0        | 4        | 1     | 0        | 4     | 4        | 4.91     | 2.05    |
| 2020      | オリックス | 6     | 0     | 0     | 0     | 0        | 0     | 0     | 0        | 0           | ----  | 39    | 8.1      | 10       | 1           | 7        | 0     | 0        | 7        | 0     | 0        | 6     | 6        | 6.48     | 2.04    |
| 2021      | オリックス | 9     | 0     | 0     | 0     | 0        | 0     | 0     | 0        | 0           | ----  | 45    | 10.1     | 8        | 3           | 5        | 0     | 2        | 6        | 0     | 0        | 5     | 5        | 4.35     | 1.26    |
| 通算：8年 | 通算：8年  | 121   | 2     | 0     | 0     | 0        | 12    | 2     | 0        | 2           | .857  | 701   | 155.1    | 182      | 16          | 63       | 1     | 4        | 115      | 11    | 0        | 86    | 80       | 4.64     | 1.58    |

### 年度別守備成績
| 年 度 | 球 団      | 投手  | 投手  | 投手  | 投手  | 投手  | 投手     |
| 年 度 | 球 団      | 試 合 | 刺 殺 | 補 殺 | 失 策 | 併 殺 | 守 備 率 |
| ----- | ---------- | ----- | ----- | ----- | ----- | ----- | -------- |
| 2014  | 阪神       | 40    | 5     | 13    | 1     | 3     | .947     |
| 2015  | 阪神       | 10    | 1     | 3     | 0     | 0     | 1.000    |
| 2016  | 阪神       | 6     | 2     | 0     | 0     | 0     | 1.000    |
| 2017  | オリックス | 34    | 3     | 7     | 1     | 0     | .909     |
| 2018  | オリックス | 10    | 1     | 3     | 0     | 0     | 1.000    |
| 2019  | オリックス | 6     | 1     | 0     | 0     | 0     | 1.000    |
| 2020  | オリックス | 6     | 1     | 3     | 0     | 0     | 1.000    |
| 2021  | オリックス | 9     | 1     | 0     | 0     | 0     | 1.000    |
| 通算  | 通算       | 121   | 15    | 29    | 2     | 3     | .957     |

### 記録
初記録
投手記録
- 初登板：2014年3月28日、対読売ジャイアンツ1回戦（東京ドーム）、7回裏に3番手で登板、1回無失点[9]
- 初奪三振：2014年3月30日、対読売ジャイアンツ3回戦（東京ドーム）、4回裏に片岡治大から空振り三振
- 初勝利：2014年6月17日、対北海道日本ハムファイターズ3回戦（阪神甲子園球場）、12回表二死に6番手で救援登板、1/3回無失点[10]
- 初先発登板・初先発勝利：2014年8月21日、対中日ドラゴンズ17回戦（京セラドーム大阪）、5回4被安打2失点
- 初ホールド：2017年7月2日、対埼玉西武ライオンズ11回戦（メットライフドーム）、6回裏に2番手で救援登板、1回無失点

打撃記録
- 初打席・初安打：2014年8月21日、対中日ドラゴンズ17回戦（京セラドーム大阪）、2回裏にダニエル・カブレラから中前安打

その他の記録
- 1球勝利：2014年7月22日、対読売ジャイアンツ14回戦（阪神甲子園球場）、12回表に6番手で救援登板・完了、井端弘和に併殺打

### 背番号
- 48（2013年 - 2016年）
- 58（2017年 - 2021年）

### 登場曲
- 「Don't Wake Me Up」クリス・ブラウン（2013年 - ）